# Jugy
Jugy és un municipi francès, situat al departament de Saona i Loira i a la regió de Borgonya - Franc Comtat. L'any 2007 tenia 296 habitants.

## Demografia

### Població
El 2007 la població de fet de Jugy era de 296 persones. Hi havia 126 famílies, de les quals 36 eren unipersonals (12 homes vivint sols i 24 dones vivint soles), 39 parelles sense fills, 39 parelles amb fills i 12 famílies monoparentals amb fills.
La població ha evolucionat segons el següent gràfic:
Habitants censats

### Habitatges
El 2007 hi havia 151 habitatges, 125 eren l'habitatge principal de la família, 15 eren segones residències i 11 estaven desocupats. 147 eren cases i 3 eren apartaments. Dels 125 habitatges principals, 111 estaven ocupats pels seus propietaris, 7 estaven llogats i ocupats pels llogaters i 7 estaven cedits a títol gratuït; 1 tenia una cambra, 9 en tenien dues, 24 en tenien tres, 37 en tenien quatre i 54 en tenien cinc o més. 96 habitatges disposaven pel capbaix d'una plaça de pàrquing. A 55 habitatges hi havia un automòbil i a 63 n'hi havia dos o més.

### Piràmide de població
La piràmide de població per edats i sexe el 2009 era:
| Homes | Edats   | Dones |
| ----- | ------- | ----- |
| 0     | 95 o +  | 0     |
| 4     | 90 a 94 | 0     |
| 0     | 85 a 89 | 8     |
| 8     | 80 a 84 | 4     |
| 8     | 75 a 79 | 4     |
| 8     | 70 a 74 | 4     |
| 0     | 65 a 69 | 20    |
| 4     | 60 a 64 | 8     |
| 16    | 55 a 59 | 4     |
| 4     | 50 a 54 | 8     |
| 4     | 45 a 49 | 0     |
| 12    | 40 a 44 | 16    |
| 16    | 35 a 39 | 8     |
| 12    | 30 a 34 | 8     |
| 8     | 25 a 29 | 4     |
| 4     | 20 a 24 | 4     |
| 8     | 15 a 19 | 12    |
| 4     | 10 a 14 | 4     |
| 4     | 5 a 9   | 4     |
| 4     | 0 a 4   | 4     |

## Economia
El 2007 la població en edat de treballar era de 192 persones, 144 eren actives i 48 eren inactives. De les 144 persones actives 135 estaven ocupades (75 homes i 60 dones) i 9 estaven aturades (3 homes i 6 dones). De les 48 persones inactives 21 estaven jubilades, 16 estaven estudiant i 11 estaven classificades com a «altres inactius».

### Ingressos
El 2009 a Jugy hi havia 128 unitats fiscals que integraven 302 persones, la mediana anual d'ingressos fiscals per persona era de 18.335 €.

### Activitats econòmiques
Dels 9 establiments que hi havia el 2007, 1 era d'una empresa de fabricació d'altres productes industrials, 4 d'empreses de construcció, 2 d'empreses d'hostatgeria i restauració i 2 d'empreses de serveis.
Dels 5 establiments de servei als particulars que hi havia el 2009, 3 eren paletes, 1 fusteria i 1 restaurant.
L'any 2000 a Jugy hi havia 3 explotacions agrícoles que ocupaven un total de 255 hectàrees.

## Equipaments sanitaris i escolars
El 2009 hi havia una escola elemental integrada dins d'un grup escolar amb les comunes properes formant una escola dispersa.

## Poblacions més properes
El següent diagrama mostra les poblacions més properes.